# Русановский, Виталий Макарович
Виталий Макарович Русановский (укр. Віталій Макарович Русанівський; 25 июня 1931, Харьков — 29 января 2007, Киев) — советский и украинский лингвист, специалист по украинистике и славистике. Доктор филологических наук (1969), профессор (1977), академик Национальной академии наук Украины (1982), лауреат Государственной премии СССР (1983), заслуженный деятель науки и техники Украины (1991), кавалер ордена «За заслуги» ІІІ степени (2001).
В 1978—1993 годах — академик-секретарь Отделения литературы, языка и искусствоведения НАН Украины. В 1981—1989 и с 1993 — главный редактор журнала «Языкознание» (укр. «Мовознавство»). Был главой Украинского комитета славистов, членом Международного комитета славистов, председателем ученого совета «Закономерности развития языков и практика языковой деятельности». В 1989—1990 годах был главой Международной ассоциации украинистов. Был сопредседателем редакционной коллегии и одним из авторов энциклопедии «Украинский язык» (2000, 2004).
Автор около 350 работ, посвящённых проблемам современного украинского языка, его истории, исторической грамматики, правописания, взаимосвязей украинского и других славянских языков.

## Биография
Родился 25 июня 1931 года в Харькове.
В 1954 году после окончания филологического факультета Киевского университета им. Т. Шевченко Русановский поступает в аспирантуру при кафедре украинского языка (1954—1957), где защищает кандидатскую диссертацию по исторической грамматике украинского языка. C 1957 года работает в Институте языкознания имени А. А. Потебни НАН Украины (с 1964 — заместитель директора, в 1981—1996 — директор, с 1996 — советник дирекции). Он был основателем и первым заведующим отдела культуры речи (с 1971), затем возглавил отдел теории и истории украинского языка (с 1976), украинского языка (с 1982) а позднее — отдел западно- и южнославянских языков (с 1991).
Научный руководитель авторских коллективов и один из авторов работ «Словарь украинского языка» в 11-ти томах, «Современный литературный украинский язык. Морфология» (1969), «История украинского языка» (тт. 1—4, 1978—83), «Философские вопросы языкознания» (1972), «Научно-технический прогресс и язык» (1978), «Грамматика чешского языка» (1992), нескольких словарей.
Умер 29 января 2007 года в Киеве. Похоронен вместе с женой на Байковом кладбище (участок № 49а).

## Научная деятельность
Как украинист исследовал проблемы грамматики, истории украинского языка, теории языкознания, терминоведения, кодификации литературного стандарта и правописания, лексикографии, стилистики (в особенности языка Т. Шевченко), межславянских языковых и культурных взаимоотношений; подготовил к печати и опубликовал ряд памятников украинского языка; создал учебники по украинскому языку для средней школы и истории украинской культуры; автор популярных языковедческих изданий об украинском языке, его истории и современном функционировании; как славист сосредоточивал внимание на проблемах полонистики, богемистики, межславянских языковых влияний, организационно способствовал развитию славистики в Украине.
В области грамматики литературного языка подробно изучал категории глагола как с формально-грамматической, так и с семантической стороны, подготовил раздел об этой части речи для академического издания «Современный украинский литературный язык» (в 5-ти томах; руководил подготовкой назад «Морфология» этой фундаментальной работы) и отдельную монографию «Структура украинского глагола» (1971); исследовал взаимодействие различных структурных уровней языка, соотношение лексического и грамматического значений в языке. Инициировал и принял участие в создании курса украинской грамматики для русскоязычных читателей.
На протяжении длительного времени изучал теоретические и решал практические вопросы кодификации украинского литературного стандарта, совершенствование орфографических норм литературного языка во второй половине XX века: принимал участие в подготовке различных редакций «Украинского правописания» (1960, 1990, 1993) и «Орфографического словаря украинского языка» (1975, 1994, 1999); в ряде справочников популяризировал инновации украинского правописания. Отстаивал преемственность орфографической традиции, иногда — переоценивал её роль, что противоречило реальным изменениям в языковой практике, вызвало дискуссии. Через многочисленные дидактические и популярные издания влиял на распространение знаний об украинском языке.
Занимался вопросами лексикографии, в частности, разрабатывал основы создания русско-украинского словаря научной терминологии, орфоэпического словаря украинского языка; соредактор 7-го тома словаря украинского языка (1970—1980); принял участие в подготовке чешско-украинского словаря (1988—1989); предложил ряд теоретических основ нового Большого толкового словаря украинского литературного языка.
Отдельные его исследования посвящены вопросам семасиологии, языка художественной литературы, социолингвистики, структуры языка, коммуникативной лингвистике. Составитель и ответственный редактор словарей разных типов. Автор научно-популярных трудов и пособий для средней и высшей школы.
Подготовил 12 докторов и 30 кандидатов филологических наук по различным специальностям: украинский язык, русский язык, общее языкознание, западнославянские языки.

## Основные работы

### Монографии
- «Значение и взаимосвязь грамматических категорий вида и времени в украинском языке XIV—XVII вв.» (1959).
- «Правила издания памятников украинского языка» (1961; соавтор).
- «Языкознание на Украине за 50 лет» (1967; соавтор).
- «Современный литературный украинский язык. Морфология» (1969; соавтор, отв. редактор)
- «Структура украинского глагола» (1971).
- «Философские вопросы языкознания» (1972; соавтор, отв. редактор).
- «Глагол — движение, действие, образ» (1977).
- «Язык и время» (1977; соавтор).
- «Жизнь слова» (1978; соавтор).
- «История украинского языка. Фонетика» (1978; соавтор).
- «Словообразование современного литературного украинского языка» (1979; соавтор).
- «Язык и процессы общественного развития» (1980; соавтор, отв. редактор).
- «Трудные вопросы современного украинского правописания» (1980; соавтор, отв. редактор).
- «История украинского языка. Лексика и фразеология» (1983; соавтор; отв. редактор).
- «История украинского языка. Синтаксис» (1983; соавтор).
- «Расцветай же, слово!» (1983; соавтор).
- «Семантико-семантическая структура предложения» (1983; соавтор).
- «Источники развития восточнославянских литературных языков» (1985).
- «Украинская грамматика» (1986; соавтор).
- «Язык и культура» (1986; соавтор, отв. редактор).
- «Структура лексической и грамматической семантики» (1988).
- «Жанры и стили в истории литературного украинского языка» (1989; соавтор, отв. редактор).
- «Язык в нашей жизни» (1989).
- «В слове — вечность» (2002).
- «Комплексное исследование духовной культуры славян» (2004; соавтор).
- «Украинское языкознание у западных и южных славян» (2005; соавтор).

### Словари, справочники
- «Справочник по украинскому правописанию» (1973, 3-е изд., 1986; соавтор).
- «Орфографический словарь украинского языка» (1975; сосоставитель, соредактор).
- «Словарь украинского языка: В 11 т.» (т. 7, 1976; соредактор).
- «Орфографический словарь украинского языка» (1994; 3-е изд. 2002; отв. редактор).
- «Украинский орфографический словарь» (4-е изд. 2004; 6-те изд., 2006; отв. редактор).
- «Украинский язык. Энциклопедия» (2000, 2-е изд. 2004, 3-е изд. 2007; соавтор, сопредседатель редколлегии).
- «Украинско-чешские параллели в текстах и ситуациях» (2002; соавтор).

### Учебные пособия
- «Украинский язык» (1978; 6-е изд. 1992; соавтор).
- «Грамматика чешского языка» (1992; соавтор, отв. редактор).
- «Грамматика украинского языка. Морфология» (1993; соавтор).
- «Культура украинского народа» (1994; соавтор).
- «История украинского литературного языка» (2000; 2-е изд., 2001).

### Статьи
- Методы исследования грамматического материала и теория грамматики // Мовознавство. — 1967. — № 1. — С. 10—19;
- Стойкость грамматической структуры // Мовознавство. — 1968. — № 4. — С. 4—17.
- Вопросы нормы на разных этапах истории литературного языка // Вопросы языкознания. — 1970. — № 4. — С. 54—69.
- Методология, теория и частные методы лингвистических исследований // «Мовознавство». — 1975. — № 2. — С. 3—12.
- Изучение языка древнего Киева: состояние и перспективы // Вісник АН УРСР. — 1980. — № 1. — С. 80—88.
- Понятия семантического и стилистического инварианта // «Мовознавство». — 1981. — № 3. — С. 9—21.
- Роль Киева в развитии литературных языков Киевской Руси // Вопросы языкознания. — 1982. — № 4. — С. 27—40.
- Прогностические функции социолингвистики // Мовознавство. — 1989. — № 1. — С. 3—10.
- Ещё о двух литературных языках в Киевской Руси // Мовознавство. — 1996. — № 6. — С. 3—12.
- Найденное слово (о языке произведений Ю. Мушкетика) // Мовознавство. — 2000. — № 4-5. — С. 4—6.
- Украинский литературный язык в первой четверти XX века // Там же. — 2001. — № 6. — С. 12—16.
- Язык украинской биографической прозы // Мовознавство. — 2004. — № 1. — С. 3—16.
- Языковая картина мира в этнокультурной парадигме // Там же. — 2004. — № 4. — С. 3—7.
- Украинский юмор и его язык // Мовознавство. — 2005. — № 2. — С. 3—17.
- Язык фантастического романа // Мовознавство. — 2006. — № 4. — С. 3—21.
- Язык литературы для детей // Мовознавство. — 2006. — № 5. — С. 3—14.